# Neuhausen (Rattenkirchen)
Neuhausen ist ein Ortsteil in der Gemeinde Rattenkirchen im oberbayerischen Landkreis Mühldorf am Inn.

## Lage

Neuhausen 2, Feldkapelle

Die Einöde Neuhausen liegt 1,25 Kilometer südwestlich von Rattenkirchen und in der Luftlinie 2,5 Kilometer südlich der Bundesautobahn A 94, von deren Ausfahrt 17 (Heldenstein) es sich auf einer 6,5 Kilometer langen Fahrt erreichen lässt. Einer der beiden Höfe von Neuhausen liegt 350 m nördlich des anderen.

## Baudenkmäler

Neuhausen 1, Wegkapelle

Bei der Wegkapelle in Neuhausen 1 handelt es sich um einen kleinen Satteldachbau mit Putzgliederung und Lourdesgrotte. Sie ist mit dem Jahreszahl 1894 beschriftet und in die Liste der Baudenkmäler in Rattenkirchen eingetragen.

## Bevölkerungsentwicklung
In Neuhausen lebten 1861 insgesamt 27 Einwohner in 13 Gebäuden. 1987 lebten dort zwölf Einwohner in zwei Wohngebäuden, von denen eines in zwei Wohnungen aufgeteilt war.
| Jahr      | 1861 | 1987 |
| Einwohner | 27   | 12   |